# Leirfjord
Leirfjord è un comune norvegese della contea di Nordland.
Il capoluogo del comune è Leland.